# Jason Momoa
Jason Momoa, né Joseph Momoa le 1er août 1979 à Honolulu, à Hawaï, est un acteur, producteur et réalisateur américain.
Il se fait connaître à la télévision, dans les rôles de Jason Ioane dans la série télévisée Alerte à Malibu, de Ronon Dex dans Stargate Atlantis, et de Khal Drogo dans Game of Thrones.
Entre 2016 et 2018, il est le protagoniste de la série télévisée d'aventures Frontier.
Au cinéma, il accède à la notoriété grâce au rôle d'Aquaman qu'il incarne dans les films de l'univers cinématographique DC. Son personnage est brièvement introduit dans Batman vs Superman, en 2016, puis, de manière plus développée dans Justice League, en 2017, avant son film solo Aquaman, en 2018, qui rencontre un très large succès.

## Biographie

### Jeunesse
Joseph Jason Namakaeha Momoa, naît le 1er août 1979 à Honolulu, dans l'État de Hawaï, aux États-Unis. Il est le fils de Coni Lemke Momoa, une photographe, et de Joseph Momoa, un artiste peintre. D'origine hawaïenne par son père, il possède également des origines allemandes, irlandaises et amérindiennes par sa mère.
Il grandit à Norwalk, dans l'Iowa, avec sa mère avant de retourner, en 1998, dans son Hawaï natal. Encore élève à l’école secondaire[réf. à confirmer], il termine sa scolarité et se lance dans une carrière de mannequin.

### Carrière

#### Débuts dans le mannequinat et dans la télévision (années 2000)

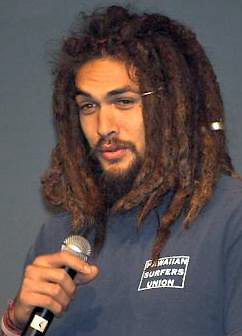
Jason Momoa avec des dreadlocks en 2006

À dix-neuf ans, Jason Momoa est repéré par le designer Takeo Kobayashi alors qu'il travaille dans un magasin de surf. Il débute alors une carrière de mannequin qui culmine à son couronnement de « modèle masculin de l'année à Hawaï » en 1999,.
Après le mannequinat et grâce à sa musculature imposante, il est embauché en 1999 pour le rôle de Jason Ioane dans la série culte Alerte à Malibu (Baywatch) jusqu'en 2001, puis reprend en 2003 son rôle dans le téléfilm Alerte à Malibu : Mariage à Hawaï (Baywatch: Hawaiian Wedding) de Douglas Schwartz.
En 2004, il fait une apparition dans son premier long métrage, la comédie indépendante Les Vacances de la famille Johnson avec Cedric the Entertainer, Shannon Elizabeth et Bow Wow. Le film est cependant un échec critique.
La même année, il entame la série North Shore : Hôtel du Pacifique (North Shore) jusqu'en 2005, année où il devient Ronon Dex avec ses dreadlocks dans Stargate Atlantis.
Parallèlement, sa carrière au cinéma se développe. Il joue dans un drame indépendant, Pipeline de Jordan Alan qui met en scène un fait divers avec des surfeurs, tout en acceptant un rôle dans une poignée d'épisodes de la sitcom The Game produite par Kelsey Grammer.

#### Ascension cinématographique et succès télévisuels (années 2010)

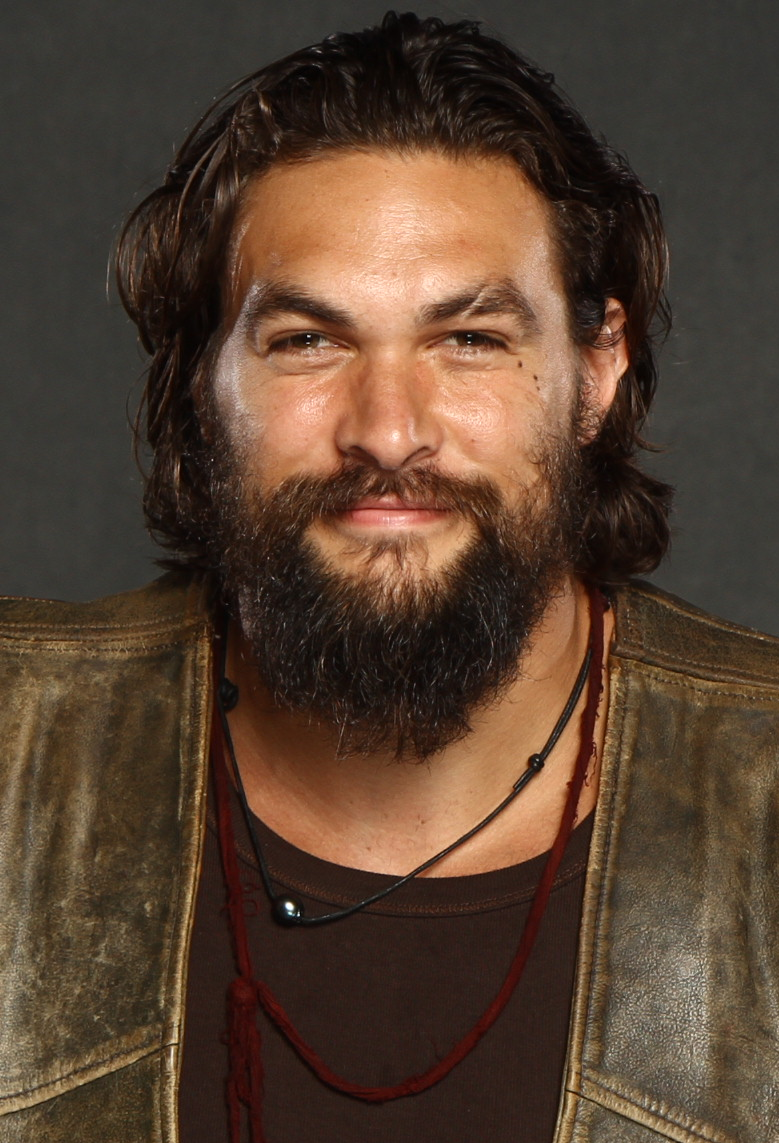
Jason Momoa en 2014

La production Lionsgate l'embauche en janvier 2010 pour reprendre le rôle qu'avait joué Arnold Schwarzenegger dans les années 1980 dans Conan de Marcus Nispel. C'est ce rôle qui lui permet de se faire connaître auprès d'une audience plus importante même si le film reste un énorme échec commercial et sera qualifié par la critique et son scénariste de « bide de l'année ».
En 2011, il prend le rôle de Khal Drogo, le Khal des Dothrakis, une tribu barbare, dans la série de HBO Game of Thrones durant toute la première saison. La série rencontre un large succès critique et auprès du public. L'ensemble de la distribution est notamment en lice pour le Screen Actors Guild Award de la meilleure distribution pour une série télévisée dramatique, en 2012.
La même année, il donne la réplique à Sylvester Stallone dans le film d'action Du plomb dans la tête.
En 2014, il joue le rôle de Connor, un furieux et énigmatique loup-garou dans le film fantastique horrifique Wolves. Il est également à l'affiche du film d'horreur de science-fiction Spaceship aux côtés de Tenika Davis. Puis il passe derrière la caméra et enfile la casquette de réalisateur pour le thriller dramatique Road to Paloma, dans lequel il s’octroie le premier rôle,.
Entre 2014 et 2015, il joue dans deux épisodes de la série Drunk History, prêtant ses traits à Jean Lafitte et Jim Thorpe, mais il connaît aussi un sérieux revers avec l'échec de la série dramatique The Red Road, annulée au bout de deux courtes saisons.
Il renverse cette tendance, en jouant, depuis novembre 2016, le rôle principal de Declan Harp dans la série historique Frontier de Discovery Channel et Netflix, qui traite du commerce de fourrures dans la baie d'Hudson au Canada au XVIIIe siècle.

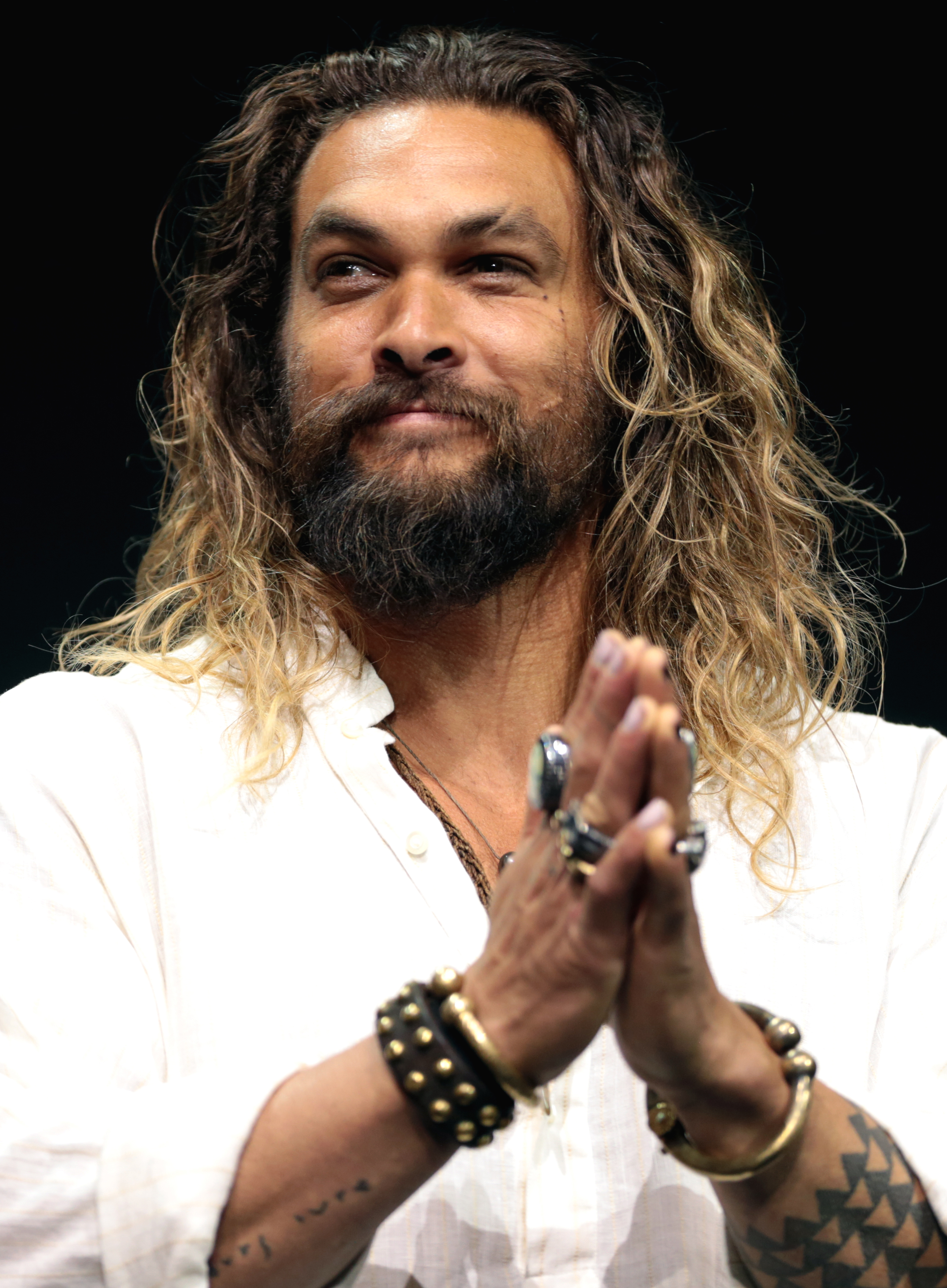
En promotion au Comic-Con de San Diego 2017.

Après une apparition en tant qu'Aquaman dans les blockbusters Batman v Superman : L'Aube de la justice (Batman v Superman: Dawn of Justice, 2016) et Justice League (2017), il incarne officiellement le super-héros éponyme dans le film Aquaman en 2018, de l'univers cinématographique DC.
Avant cela, il donne la réplique à Keanu Reeves dans la comédie horrifique The Bad Batch, puis il partage la vedette d'une autre comédie, cette fois-ci avec Bruce Willis pour L.A. Rush et porte le film d'action Braven, la traque sauvage.
En juillet 2018, il est annoncé au casting de See, série futuriste produite par Apple. En fin d'année, sort donc Aquaman, réalisé par James Wan, dans lequel il donne la réplique à Amber Heard, Willem Dafoe, Patrick Wilson et Nicole Kidman. Cette super-production, pour laquelle l'acteur a dû suivre un entraînement sévère, rencontre un large succès au box office mondial,,. Le film est un énorme succès, dépassant les prédictions du studio, en amassant plus de 1 milliard de dollars de recettes pour l'instant, tout en étant acclamé par la critique pour ses effets spéciaux spectaculaires, ses jeux d'acteurs et son ambition. Il est également le 5e meilleur démarrage de l'année 2018.
En 2019, il reste fidèle à ce personnage, en pratiquant le doublage dans le long métrage d'animation à succès La Grande Aventure Lego 2.
Depuis 2015, il développe la série Chief of War, centrée sur Kaʻiana, un guerrier natif hawaïen du XVIIIe siècle. Le tournage débute en 2022 et la série sera diffusée à l'été 2025 sur Apple TV+.

### Vie privée
De 1999 à 2005, Jason Momoa partage la vie de Sabrina Damey  qu'il a demandée en mariage en 2004,.
En 2005, il devient le compagnon de l'actrice américaine Lisa Bonet – qu'il épouse secrètement en octobre 2017 à Topanga, dans leur demeure, lors d'une cérémonie intime. Ils ont deux enfants : Lola Iolani Momoa (née le 23 juillet 2007) et Nakoa-Wolf Namakaeha Momoa (né le 15 décembre 2008). Il a une belle-fille, l'actrice Zoë Kravitz, issue de l'union précédente entre Lisa Bonet et le chanteur Lenny Kravitz. Le 12 janvier 2022, Jason Momoa et Lisa Bonet annoncent leur séparation après plus de seize ans de vie commune et quatre ans de mariage. 
En 2021, l'acteur est testé positif au covid lors du tournage d'Aquaman 2, provoquant le retard du tournage.

## Filmographie

### En tant qu’acteur

#### Cinéma
- 2004 : Les Vacances de la famille Johnson (Johnson Family Vacation) de Christopher Erskin : Navarro
- 2010 : Brown Bag Diaries: Ridin' the Blinds in B Minor (court métrage) de lui-même : Mikey
- 2011 : Conan (Conan the Barbarian) de Marcus Nispel : Conan le Barbare
- 2012 : Du plomb dans la tête (Bullet to the Head) de Walter Hill : Keegan
- 2014 : Wolves de David Hayter : Connor
- 2014 : Spaceship (Debug) de David Hewlett : I am
- 2014 : Road to Paloma (en) de lui-même : Robert Wolf
- 2016 : Batman v Superman : L'Aube de la justice (Batman v Superman: Dawn of Justice) de Zack Snyder : Arthur Curry / Aquaman
- 2016 : The Bad Batch d'Ana Lily Amirpour : Miami Man
- 2016 : Sugar Mountain de Richard Gray : Joe Bright
- 2017 : Justice League de Zack Snyder : Arthur Curry / Aquaman
- 2017 : L.A. Rush (Once Upon a Time in Venice) de Mark et Robb Cullen : Spyder
- 2018 : Braven, la traque sauvage (Braven) de Lin Oeding : Joe Braven
- 2018 : Aquaman de James Wan :  Arthur Curry / Aquaman
- 2019 : La Grande Aventure Lego 2 (The Lego Movie 2 : The Second Part) de Phil Lord et Chris Miller : Aquaman (voix originale)
- 2021 : Zack Snyder's Justice League : Arthur Curry / Aquaman
- 2021 : Sweet Girl de Brian Andrew Mendoza : Ray Cooper
- 2021 : Dune de Denis Villeneuve : Duncan Idaho
- 2022 : The Last Manhunt de Christian Camargo : Big Jim[22]
- 2022 : La Petite Nemo et le Monde des rêves (Slumberland) de Francis Lawrence : Flip
- 2023 : Fast and Furious 10 (Fast X) de Louis Leterrier : Dante Reyes
- 2023 : The Flash d'Andrés Muschietti : Arthur Curry / Aquaman
- 2023 : Aquaman et le Royaume perdu (Aquaman and the Lost Kingdom) de James Wan : Arthur Curry / Aquaman
- 2024 : The Fall Guy de David Leitch : lui-même  (caméo)
- 2024 : In the Hand of Dante de Julian Schnabel
- 2025 : Minecraft, le film (A Minecraft Movie) de Jared Hess : Garrett Garrison
- 2026 : Supergirl de Craig Gillespie : Lobo (caméo)

#### Séries télévisées
- 1999-2001 : Alerte à Malibu (Baywatch) : Jason Ioane (44 épisodes)
- 2003 : Burpees session : Sam Mamoah (saison 3 épisodes 4, 8)
- 2004-2005 : North Shore : Hôtel du Pacifique (North Shore) : Frankie Seau (21 épisodes)
- 2005-2009 : Stargate Atlantis : Ronon Dex (saisons 2 à 5, 78 épisodes)
- 2009 : The Game : Roman (4 épisodes)
- 2011-2012 : Game of Thrones : Khal Drogo (saisons 1 et 2, 10 épisodes)
- 2014-2015 : The Red Road : Philip Kopus (12 épisodes)
- 2014-2015 : Drunk History : Jean Lafitte / Jim Thorpe (2 épisodes)
- 2016-2018 : Frontier : Declan Harp (rôle principal - 18 épisodes)
- 2019-2022 : See : Baba Voss (rôle principal)
- 2022 : Peacemaker : Arthur Curry / Aquaman (caméo non crédité, 8e épisode)
- 2025 : Chief of War : Kaʻiana (également créateur, producteur, scénariste)

#### Téléfilms
- 2003 : Alerte à Malibu : Mariage à Hawaï (Baywatch: Hawaiian Wedding) de Douglas Schwartz : Jason Ioane
- 2003 : Une dernière volonté (Tempted) de Maggie Greenwald : Kala

### En tant que producteur
- 2018 : Braven de Lin Oeding (long métrage)
- 2018 : Frontier (série télévisée)
- 2025 : Minecraft de Jared Hess
- 2025 : Chief of War (série TV)

### En tant que réalisateur
- 2010 : Brown Bag Diaries: Ridin' the Blinds in B Minor (court métrage, également producteur et scénariste)
- 2014 : Road to Paloma (long métrage, également producteur et scénariste)

### En tant que scénariste
- 2025 : Chief of War (série TV)

## Distinctions
Sauf indication contraire ou complémentaire, les informations mentionnées dans cette section proviennent de la base de données IMDb.

### Récompenses
- National Association of Theatre Owners 2011 : Lauréat du Prix de la meilleure révélation masculine de l'année.
- CinEuphoria Awards (es) 2020 : Lauréat du Prix Spécial de la meilleure distribution dans une série télévisée dramatique, pour Game of Thrones (2011-2019) partagée avec David Benioff (scénariste), D. B. Weiss (scénariste), George R. R. Martin (auteur), Ramin Djawadi (musique), Michele Clapton (désigneur des costumes) et les acteurs Amrita Acharia, Mark Addy, Alfie Allen, Josef Altin, Jacob Anderson, Pilou Asbæk, Luke Barnes, Sean Bean, Ian Beattie, Hafþór Júlíus Björnsson, David Bradley, John Bradley, Jim Broadbent, Susan Brown, Dominic Carter, Oona Chaplin, Dean-Charles Chapman, Gwendoline Christie, Emilia Clarke, Michael Condron, James Cosmo, Nikolaj Coster-Waldau, Ben Crompton, Mackenzie Crook, Liam Cunningham, Charles Dance, Joe Dempsie, Stephen Dillane, Peter Dinklage, Ron Donachie, Natalie Dormer, Richard Dormer, Nathalie Emmanuel, Michelle Fairley, Tara Fitzgerald, Jerome Flynn, Brian Fortune, Joel Fry, Elyes Gabel, Aidan Gillen, Jack Gleeson, Iain Glen, Julian Glover, Kit Harington, Lena Headey, Isaac Hempstead-Wright, Conleth Hill, Ciarán Hinds, Kristofer Hivju, Tom Hopper, Michiel Huisman, Paul Kaye, Sibel Kekilli, Rose Leslie, Anton Lesser, Richard Madden, Faye Marsay, Rory McCann, Michael McElhatton, Ian McElhinney, Philip McGinley, Roxanne McKee, Hannah Murray, Staz Nair, Brenock O'Connor, Pedro Pascal, Daniel Portman, Jonathan Pryce, Bella Ramsey, Iwan Rheon, Diana Rigg, Richard Rycroft, Dar Salim, Mark Stanley, Donald Sumpter, Owen Teale, Sophie Turner, Carice van Houten, Rupert Vansittart, Max von Sydow, Gemma Whelan, Maisie Williams et Tom Wlaschiha

### Nominations
- 18e cérémonie des Screen Actors Guild Awards 2012 : Meilleure distribution dans une série télévisée dramatique pour Game of Thrones (2011-2019) partagée avec Amrita Acharia, Mark Addy, Alfie Allen, Josef Altin, Sean Bean, Susan Brown, Nikolaj Coster-Waldau, Peter Dinklage, Ron Donachie, Michelle Fairley, Jerome Flynn, Elyes Gabel, Aidan Gillen, Jack Gleeson, Iain Glen, Julian Glover, Kit Harington, Lena Headey, Isaac Hempstead-Wright, Conleth Hill, Richard Madden, Emilia Clarke, Rory McCann, Ian McElhinney, Luke Barnes, Roxanne McKee, Dar Salim, Mark Stanley, Donald Sumpter, Sophie Turner et Maisie Williams.
- 2017 : Prix Écrans canadiens du meilleur acteur dans une série télévisée dramatique pour Frontier (2016-2018).
- 32e cérémonie des Kids' Choice Awards 2019 : Acteur de film préféré dans un film d'aventure pour Aquaman (2018).
- 2019 : MTV Movie Awards du meilleur baiser partagé avec Amber Heard dans un film d'aventure pour Aquaman (2018).
- 21e cérémonie des Teen Choice Awards 2019 : Meilleur acteur dans un film d'aventure pour Aquaman (2018).

## Voix francophones
En France, plusieurs comédiens ont doublé Jason Momoa à ses débuts. Tanguy Goasdoué 
le double dans les séries Alerte à Malibu et North Shore : Hôtel du Pacifique, Jérémie Covillault est sa voix dans Conan et Du plomb dans la tête tandis que Nicolas Matthys le double dans Frontier et The Bad Batch. Il a également été doublé de manière exceptionnelle par Pascal Casanova dans Stargate Atlantis, Julien Meunier dans Game of Thrones et Fast and Furious 10, Rémi Bichet dans Wolves, Mathieu Moreau dans The Red Road et Luc Bernard dans L.A. Rush. 
Depuis 2017 Xavier Fagnon est sa voix dans toutes ses apparitions. Il le double notamment dans les films DC Comics, Braven, la traque sauvage, See ou encore Dune.  
Au Québec, Louis-Philippe Dandenault le double dans les films DC Comics ; Jean-François Beaupré est sa voix dans Conan le Barbare et Du plomb dans la tête tandis que Patrick Chouinard le double dans Frontier.